# مالکیت دولتی

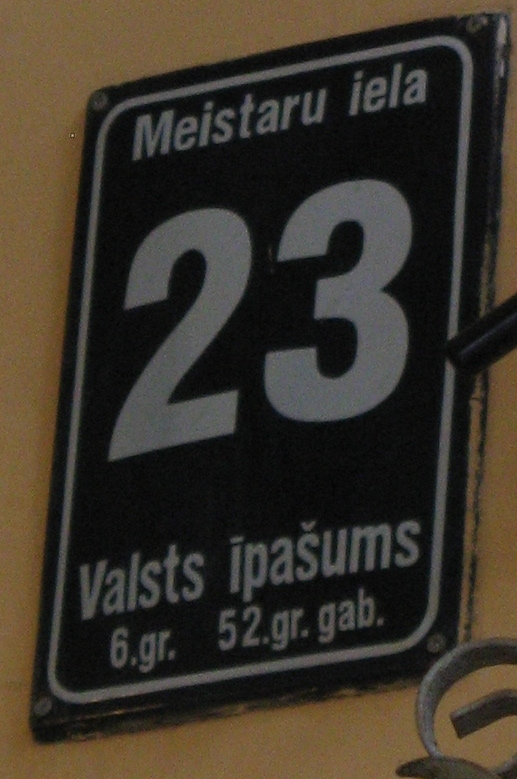
پلاک مارک اموال دولتی در ریگابا لتونی.

مالکیت دولتی (همچنین به نام مالکیت عمومی و مالکیت دولت) اشاره به اموالی دارد که مستقیماً تحت مالکیت و جزو دارایی دولت هستند و در مقابل اموال فردی یا مالکیت خصوصی قرار می‌گیرند. مالکیت دولتی ممکن است اشاره به مالکیت و کنترل هر گونه داراییها، صنایع یا شرکتها در سطح ملی و منطقه‌ای در کی کشور داشته باشد و نیز شامل اموال شهرداری هم بشود. روند آوردن یک دارایی به مالکیت دولتی به نام ملی سازی شهرت دارد. مالکیت دولتی یکی از سه شکل عمده از مالکیت است که در کنار مالکیت نیمه دولتی، خصوصی و تعاونی و مالکیت مشترک قرار می‌گیرد.